# 28ns Premis del Cinema Europeu
Els 28ns Premis del Cinema Europeu, presentats per l'Acadèmia del Cinema Europeu, van reconèixer l'excel·lència del cinema europeu. La cerimònia va tenir lloc el 12 de desembre de 2015 al Berliner Festspiele de Berlín. El mestre de cerimònies va ser el presentador de televisió alemany Thomas Hermanns.

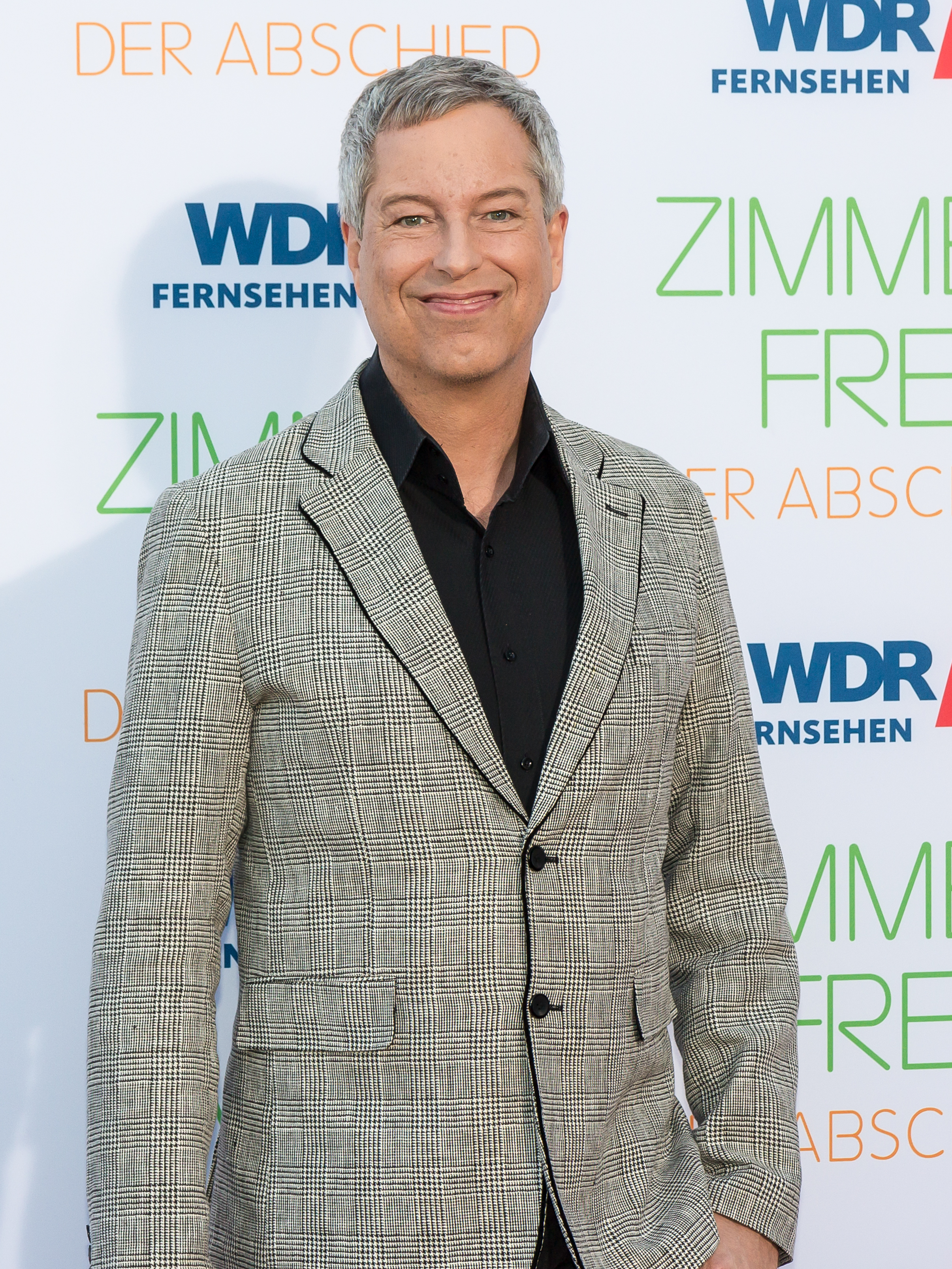
Thomas Hermanns, presentador de la gala

El 18 de setembre de 2015, l'Acadèmia de Cinema Europeu va publicar la llista de 52 llargmetratges i 15 documentals nominats pels seus membres per al premi, seguit dels nominats al guardó al Festival de Cinema Europeu de Sevilla el 8 de novembre.

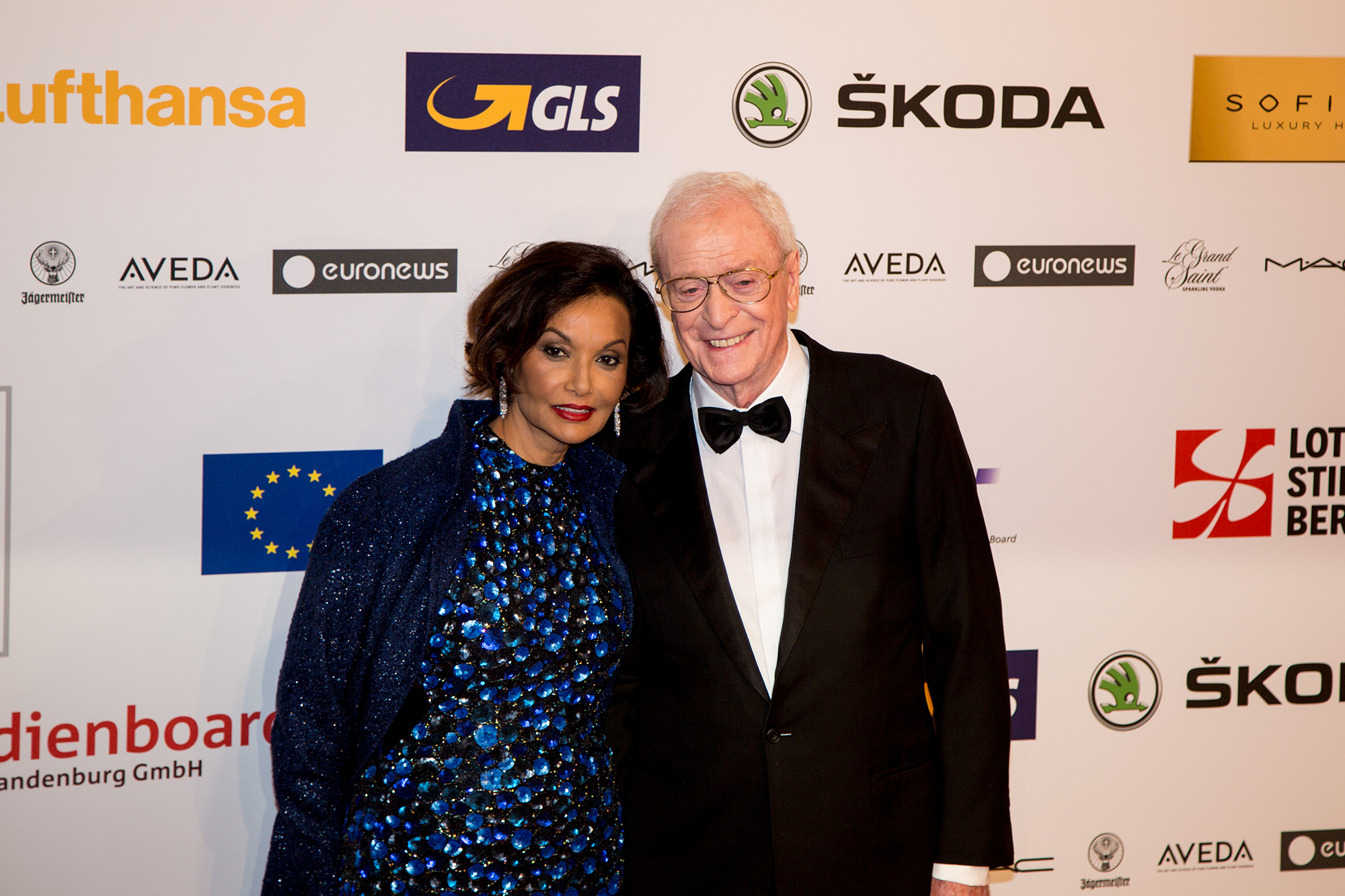
Sir Michael Caine i la seva esposa, als 28ns Premis del Cinema Europeu

Les pel·lícules amb més nominacions foren Joventut de Paolo Sorrentino amb cinc nominacions (millor pel·lícula, millor director, millor actor, millor actriu i millor guió), Llagosta de Iorgos Lànthimos amb quatre nominacions (millor pel·lícula, millor director, millor guió i millor actor) i En duva satt på en gren och funderade på tillvaron amb quatre nominacions (millor pel·lícula, millor comèdia, millor director i guió).
La guanyadora de l'edició fou la italiana Joventut, que va guanyar tres premis: millor pel·lícula, millor director i millor actor. Llagosta en va guanyar dos, al millor guió i vestuari. El de millor actriu va anar a parar a Charlotte Rampling per 45 Years. La pel·lícula l'espanyola La isla mínima va guanyar el premi del públic.
El premi a la trajectòria fou atorgat a Charlotte Rampling (qui també havia guanyat el premi a la millor actriu) i es va atorgar un premi honorífic de l'Acadèmia a Michael Caine (que també havia rebut el premi al millor actor). El premi al mèrit europeu fou pel director austríac Christoph Waltz.

## Pel·lícules seleccionades
1. 45 Years dirigit per Andrew Haigh
2. Aferim! - dirigit per Radu Jude
3. Anime nere dirigit per Francesco Munzi
4. As Mil e uma Noites – Vol. I-III - director: Miguel Gomes
5. Babai - dirigida per Visar Morina
6. Belie notxi potxtalona Alekseia Triapitsina (Белые Ночи Почтальона Алексея Тряпицына) - director: Andrei Mikhalkov-Kontxalovski
7. Ciało - director: Małgorzata Szumowska
8. El tresor - director: Corneliu Porumboiu
9. Dora oder die sexuxellen Neurosen unserer Eltern - director: Stina Werenfels
10. Efterskalv dirigida per Magnus Von Horn
11. Eisenstein in Guanajuato dirigit per Peter Greenaway
12. 13 minuts per matar a Hitler - director: Oliver Hirschbiegel
13. En duva satt på en gren och fundade på tillvaron dirigit per Roy Andersson
14. Every Thing Will Be Fine dirigit per Wim Wenders ,
15. Ex Machina dirigida per Alex Garland
16. Miss Julie dirigida per Liv Ullmann
17. Fúsi - director: Dagur Kári
18. Hayored Lema'ala dirigit per Elad Keidan
19. He ovat paenneet - director: Jukka-Pekka Valkeapää
20. Hrútar - director: Grímur Hákonarson
21. Ich seh Ich seh - director: Veronika Franz i Severin Fiala
22. Il racconto dei racconti – Tale Of Tales - dirigit per Matteo Garrone
23. Im labyrinth des Schweigens - director: Giulio Ricciarelli
24. Klass korrektsii (Класс Коррекции) - director: Ivan Tverdovski
25. Kobry a užovky - director: Jan Prušinovský
26. Koza - director: Ivan Ostrochovský
27. Joventut - dirigida per Paolo Sorrentino
28. La isla mínima - director: Alberto Rodríguez
29. La Loi du marché - director: Stéphane Brizé
30. Le Tout Nouveau Testament - director: Jaco Van Dormael
31. L'Ombre des femmes - dirigida per Philippe Garrel
32. Louder than Bombs - director: Joachim Trier
33. Mænd og Høns - director: Anders Thomas Jensen
34. Magical Girl - dirigida per Carlos Vermut
35. Mia madre - director: Nanni Moretti
36. Mita Tova (מיתה טובה) dirigida per Tal Granit i Sharon Maymon
37. Mustang dirigit per Deniz Gamze Ergüven
38. Ničije dete - director: Vuk Ršumović
39. Paddington dirigit per Paul King
40. Ramybė mūsų sapnuose - director: Šarūnas Bartas
41. Pod electritxeskimi oblakami (Под Електрическим Облаками) - director: Aleksei Alekseivitx German
42. Sangailes vasara - director: Alanté Kavaïté
43. Schneider vs. Bax - dirigida per Alex van Warmerdam
44. Simindis Kundzuli (სიმინდის კუნძული) dirigida per Giorgi Ovashvili
45. Tetarti 04:45 (Τετάρτη 04:45) - director: Alexis Alexiou
46. The Duke of Burgundy - director: Peter Strickland
47. Llagosta - director: Iorgos Lànthimos
48. Tri dritare dhe një varje - director: Isa Qosja
49. Trois souvenirs de ma jeunesse - director: Arnaud Desplechin
50. Urok (Урок) - dirigida per Petar Valchanov i Kristina Grozeva
51. Victoria - director: Sebastian Schipper
52. Zvizdan - director: Dalibor Matanić

## Guanyadors i nominats
Els guanyadors estan en fons groc i en negreta.

### Millor pel·lícula europea
| Títol                                              | Director(s)                                         | Productor(s)                                                 | País                                               |
| -------------------------------------------------- | --------------------------------------------------- | ------------------------------------------------------------ | -------------------------------------------------- |
| Joventut                                           | Paolo Sorrentino                                    | Nicola Giuliano Francesca Cima Carlotta Calori               | Itàlia, França, Regne Unit, Suïssa                 |
| Llagosta                                           | Yorgos Lanthimos                                    | Ed Guiney                                                    | Irlanda, Regne Unit, Grècia, França, Països Baixos |
| Mustang                                            | Deniz Gamze Ergüven                                 | Charles Gillibert                                            | França, Turquia, Alemanya                          |
| En duva satt på en gren och funderade på tillvaron | Roy Andersson                                       | Linn Kirkenær Pernilla Sandström Håkon Øverås Philippe Bober | Suècia, Noruega, França, Alemanya                  |
| Hrútar                                             | Grímur Hákonarson                                   | Grímar Jónsson                                               | Islàndia, Dinamarca                                |
| Victoria                                           | Jan Dressler Christiane Dressler Sebastian Schipper | Sebastian Schipper                                           | Alemanya                                           |

### Millor comèdia europea
| Títol                                              | Director(s)      | País de producció                    |
| -------------------------------------------------- | ---------------- | ------------------------------------ |
| En duva satt på en gren och funderade på tillvaron | Roy Andersson    | Suècia · Noruega · França · Alemanya |
| La família Bélier                                  | Éric Lartigau    | França                               |
| Le Tout Nouveau Testament                          | Jaco Van Dormael | França · Bèlgica · Luxemburg         |

### Premi al descobriment europeu-Prix Fipresci
| Títol                    | Director(s)                   | Productor(s)                                                 | País    |
| ------------------------ | ----------------------------- | ------------------------------------------------------------ | ------- |
| Mustang                  | Deniz Gamze Ergüven           | Charles Gillibert                                            | ,       |
| Ich seh Ich seh          | Veronika Franz, Severin Fiala | Ulrich Seidl                                                 | Àustria |
| Limbo                    | Anna Sofie Hartmann           | Nina Helveg                                                  | ,       |
| Slow West                | John Maclean                  | Iain Canning, Rachel Gardner, Emile Sherman, Conor McCaughan | ,       |
| Im Sommer wohnt er unten | Tom Sommerlatte               | Iris Sommerlatte                                             | ,       |

### Millor director europeu
| Receptor(s)          | Títol                                              |
| -------------------- | -------------------------------------------------- |
| Paolo Sorrentino     | Joventut                                           |
| Roy Andersson        | En duva satt på en gren och funderade på tillvaron |
| Yorgos Lanthimos     | Llagosta                                           |
| Nanni Moretti        | Mia madre                                          |
| Sebastian Schipper   | Victoria                                           |
| Małgorzata Szumowska | Body/Ciało                                         |

### Millor actriu europea
| Receptor(s)        | Títol      |
| ------------------ | ---------- |
| Charlotte Rampling | 45 Years   |
| Margherita Buy     | Mia Madre  |
| Laia Costa         | Victoria   |
| Alicia Vikander    | Ex Machina |
| / Rachel Weisz     | Joventut   |

### Millor actor europeu
| Receptor(s)       | Títol                        |
| ----------------- | ---------------------------- |
| Michael Caine     | Joventut                     |
| Tom Courtenay     | 45 Years                     |
| Colin Farrell     | Llagosta                     |
| Christian Friedel | 13 minuts per matar a Hitler |
| Vincent Lindon    | La Loi du marché             |

### Millor guió europeu
| Receptor(s)                        | Títol                                              |
| ---------------------------------- | -------------------------------------------------- |
| Yorgos Lanthimos Efthimis Filippou | Llagosta                                           |
| Radu Jude Florin Lazarescu         | Aferim!                                            |
| Alex Garland                       | Ex Machina                                         |
| Andrew Haigh                       | 45 Years                                           |
| Roy Andersson                      | En duva satt på en gren och funderade på tillvaron |
| Paolo Sorrentino                   | Joventut                                           |

### Millor fotografia - Premi Carlo di Palma
| Receptor(s)      | Títol           |
| ---------------- | --------------- |
| Martin Gschlacht | Ich seh Ich seh |

### Millor muntatge
| Receptor(s)  | Títol      |
| ------------ | ---------- |
| Jacek Drosio | Body/Ciało |

### Millor direcció artística
| Receptor(s)  | Títol                     |
| ------------ | ------------------------- |
| Sylvie Olivé | Le Tout Nouveau Testament |

### Millor dissenyador de vestuari
| Receptor(s)      | Títol    |
| ---------------- | -------- |
| Sarah Blenkinsop | Llagosta |

### Millor compositor
| Receptor(s) | Títol                |
| ----------- | -------------------- |
| Cat's Eyes  | The Duke of Burgundy |

### Millor disseny de so
| Receptor(s)                     | Títol                            |
| ------------------------------- | -------------------------------- |
| Vasco Pimentel i Miguel Martins | As Mil e uma noites – Vol. I-III |

### Millor pel·lícula europea d'animació
Els nominats a la millor pel·lícula d'animació van ser seleccionats per un comitè format per membres de la junta directiva de l'EFA i representants de l'Associació Europea de Pel·lícules d'Animació.
| Títol                 | Director(s)                   | País                                                           |
| --------------------- | ----------------------------- | -------------------------------------------------------------- |
| La cançó del mar      | Tomm Moore                    | República d'Irlanda · Bèlgica · Dinamarca · França · Luxemburg |
| Adama                 | Simon Rouby                   | França                                                         |
| Shaun the Sheep Movie | Richard Starzak i Mark Burton | Regne Unit · França                                            |

### Millor documental - Prix arte
| Títol                | Director(s)        | País                                                     |
| -------------------- | ------------------ | -------------------------------------------------------- |
| Amy                  | Asif Kapadia       | Regne Unit                                               |
| Dancing with Maria   | Ivan Gergolet      | Itàlia · Argentina · Eslovènia                           |
| The Look of Silence  | Joshua Oppenheimer | Dinamarca · Finlàndia · Indonèsia · Noruega · Regne Unit |
| A Syrian Love Story  | Sean McAllister    | Regne Unit · França                                      |
| Toto și surorile lui | Alexander Nanau    | Romania · Hongria                                        |

### Millor curtmetratge
Els nominats al millor curtmetratge foren seleccionats per un jurat independent a diversos festivals de cinema d'arreu d'Europa.
| Títol                                  | Director(s)                                  | País                          | Festival                     |
| -------------------------------------- | -------------------------------------------- | ----------------------------- | ---------------------------- |
| Piknik                                 | Jure Pavlović                                | Croàcia                       | Festival de Drama            |
| Dissonance                             | Till Nowak                                   | Alemanya                      | Berlinale                    |
| E.T.E.R.N.I.T.                         | Giovanni Aloi                                | França                        | Festival de Venècia          |
| Field Study                            | Eva Weber                                    | Regne Unit                    | Festival de Cork             |
| Kung Fury                              | David Sandberg                               | Suècia                        | Festival de Vila do Conde    |
| Kuuntele                               | Hamy Ramezan Rungano Nyoni                   | Dinamarca / Finlàndia         | Festival de Tampere          |
| Naše telo                              | Dane Komljen                                 | Sèrbia / Bòsnia i Hercegovina | Festival de Rotterdam        |
| Over                                   | Jörn Threlfall                               | Regne Unit                    | Festival de Bristol          |
| Im tekhayekh, ha'Olam yekhayekh elekha | Yoav Gross Ehab Tarabieh a família al-Haddad | Israel Palestina              | Festival de Clermont-Ferrand |
| Fils du loup                           | Lola Quivoron                                | França                        | Festival de Locarno          |
| Symbolic Threats                       | Mischa Leinkauf Lutz Henke Matthias Wermke   | Alemanya                      | Festival de Grimstad         |
| El corredor                            | José Luis Montesinos                         | Espanya                       | Seminci                      |
| Çevirmen                               | Emre Kayiş                                   | Regne Unit / Turquia          | Festival de Sarajevo         |
| This Place We Call Our Home            | Thora Lorentzen Sybilla Tuxen                | Dinamarca                     | Festival de Cracòvia         |
| Washingtonia                           | Konstantina Kotzamani                        | Grècia                        | Festival de Gant             |

### Premis del Públic
Els guanyadors del Premi del Públic van ser escollits per votació en línia.
| Pel·lícula                                         | Director                             | País                                  |
| -------------------------------------------------- | ------------------------------------ | ------------------------------------- |
| La isla mínima                                     | Alberto Rodríguez                    | Espanya                               |
| En duva satt på en gren och funderade på tillvaron | Roy Andersson                        | Suècia · Alemanya · França · Noruega  |
| Força major                                        | Ruben Östlund                        | Suècia · Noruega · França · Dinamarca |
| Leviatan (Левиафан)                                | Andrei Zviàguintsev                  | Rússia                                |
| Samba                                              | Olivier Nakache, Eric Toledano       | França                                |
| Déu meu, però què t'hem fet?                       | Philippe de Chauveron                | França                                |
| The Imitation Game (Desxifrant l'Enigma)           | Morten Tyldum                        | Regne Unit · Estats Units d'Amèrica   |
| La sal de la terra                                 | Wim Wenders, Juliano Ribeiro Salgado | França                                |
| Victoria                                           | Sebastian Schipper                   | Alemanya                              |
| Fehér isten                                        | Kornél Mundruczó                     | Hongria · Suècia · Alemanya           |

### Premi del Públic Jove
Públics d'entre dotze i catorze anys d'arreu d'Europa van votar pel guanyador després de veure les tres pel·lícules nominades a les projeccions especials celebrades el "Dia del cinema del públic jove" el 3 de maig.
| Pel·lícula            | Director            | País                |
| --------------------- | ------------------- | ------------------- |
| Il ragazzo invisibile | Gabriele Salvatores | Itàlia              |
| Min lilla syster      | Sanna Lenken        | Suècia · Alemanya   |
| You're Ugly Too       | Mark Noonan         | República d'Irlanda |

### Premi Eurimages
- Andrea Occhipinti[15]

### Premi del mèrit europeu al Cinema Mundial
- Christoph Waltz

### Premi a la carrera
- Charlotte Rampling

### Premi d'Honor del President i la Junta de l'EFA
- Michael Caine

## Galeria

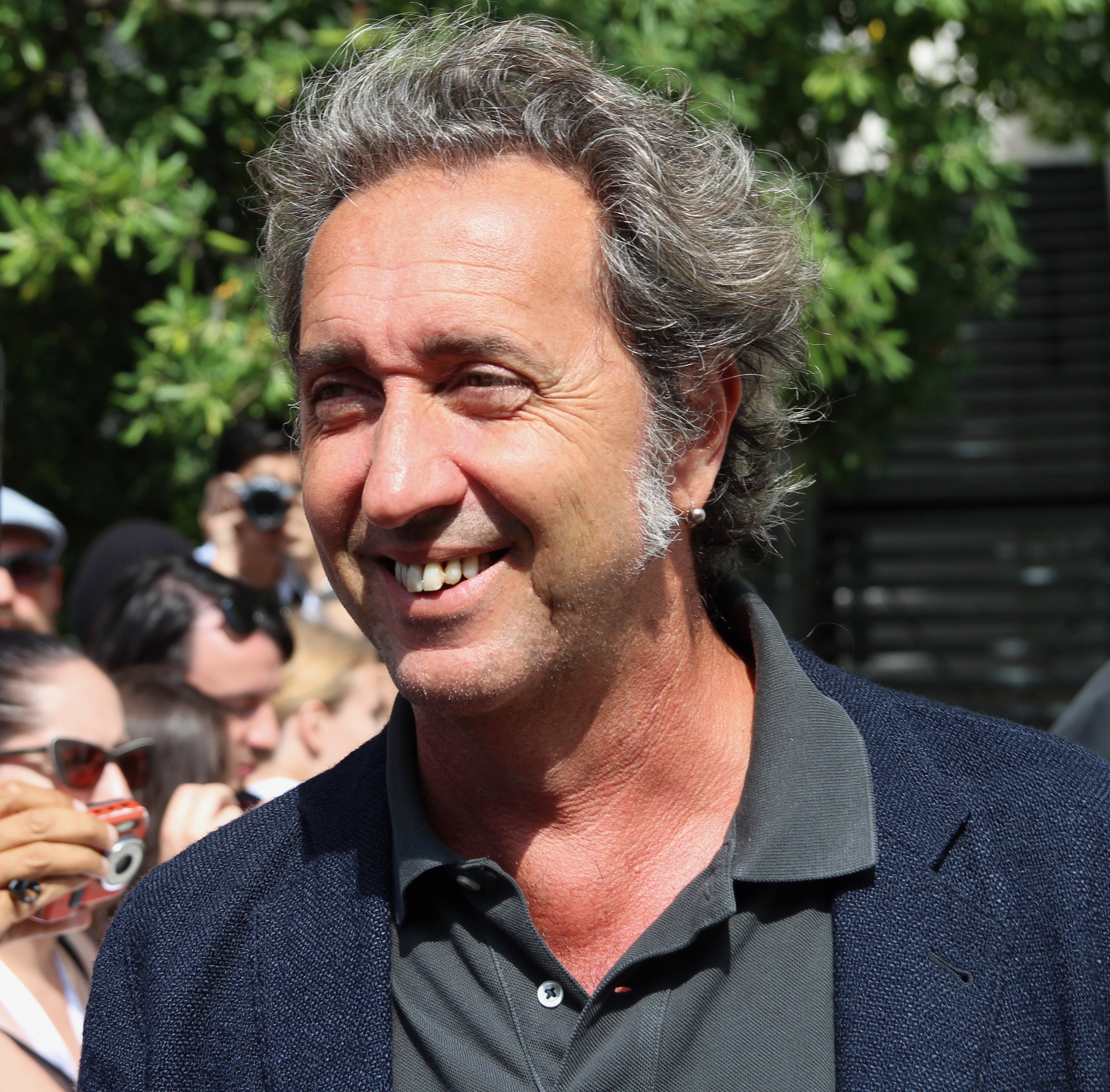
Paolo Sorrentino, millor pel·lícula i director
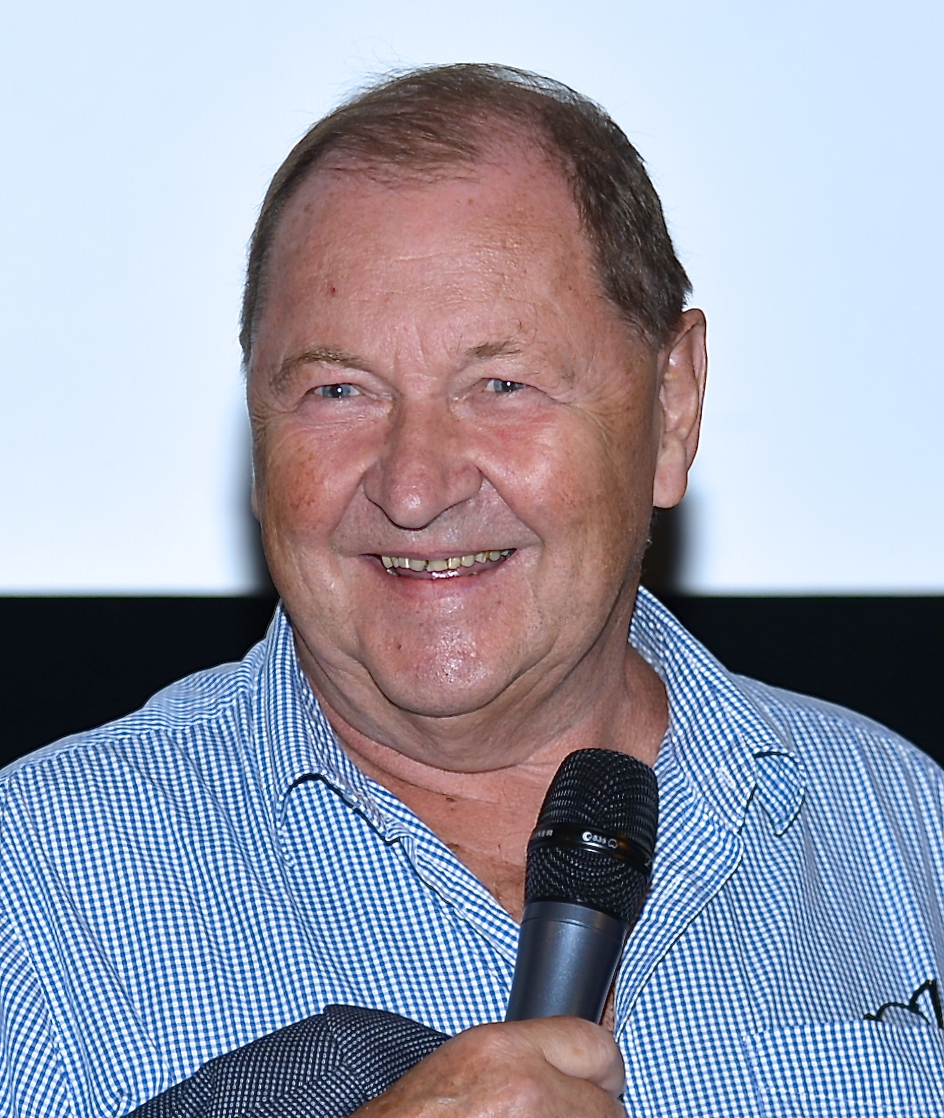
Roy Andersson, millor comèdia
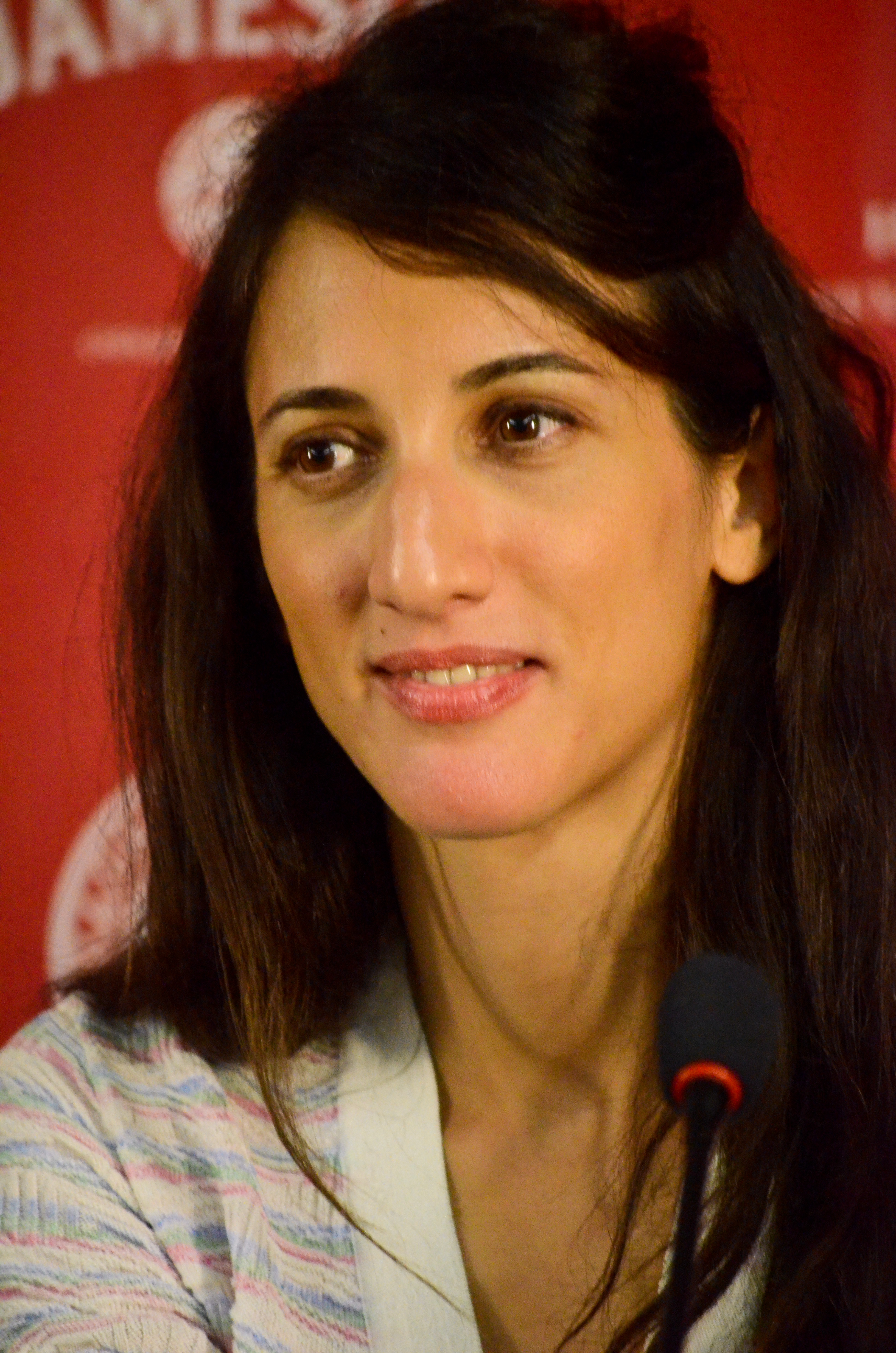
Deniz Gamze Ergüven, descobriment europeu
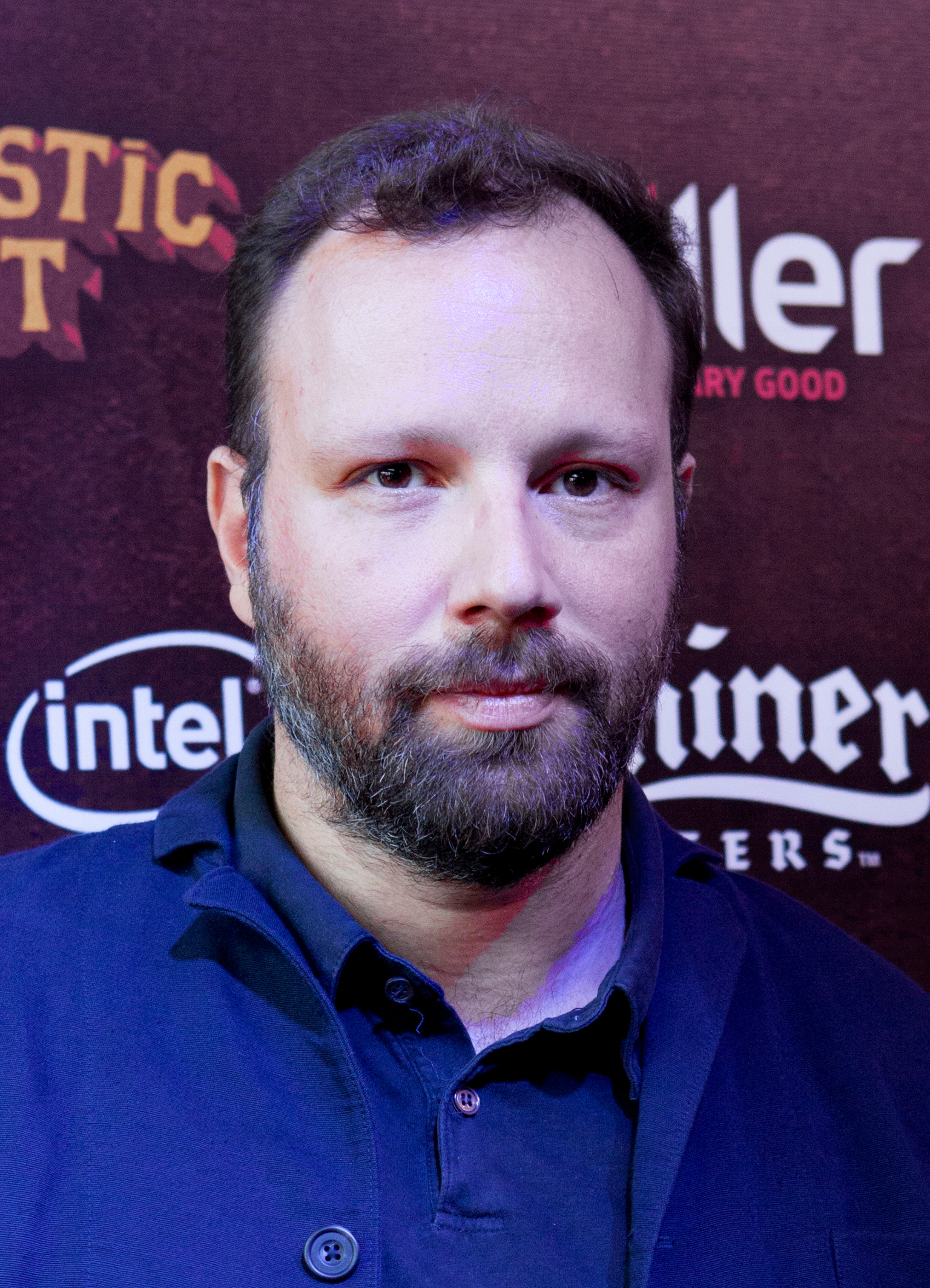
Iorgos Lànthimos, millor guió
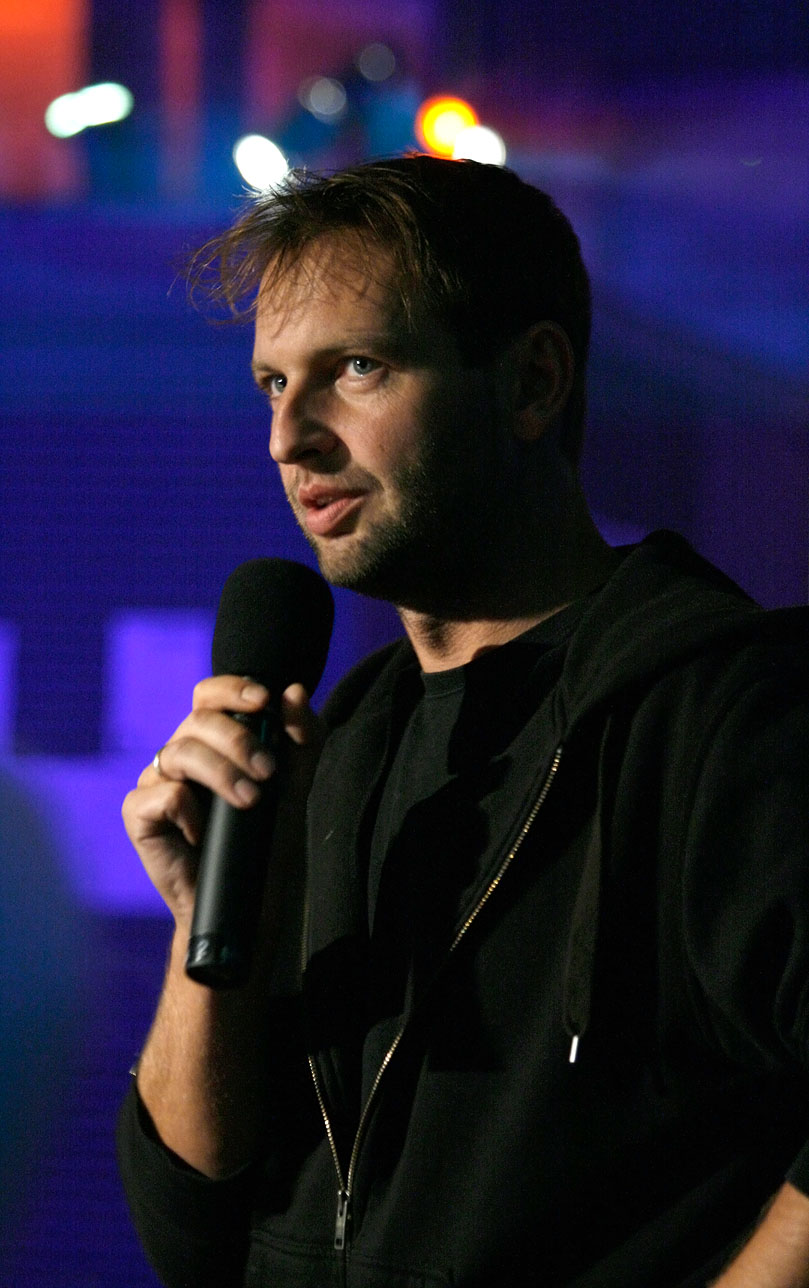
Martin Gschlacht, millor fotografia
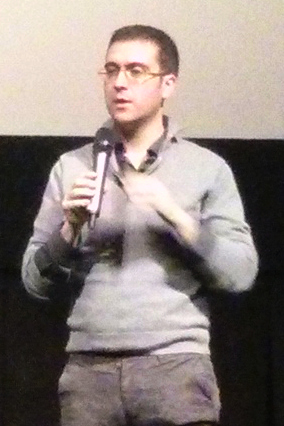
Tom Moore, millor pel·lícula d'animació
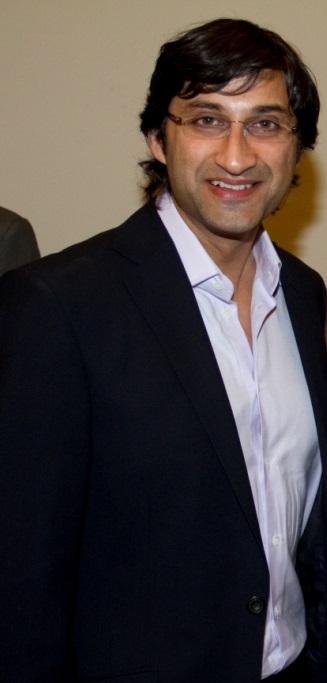
Asif Kapadia, millor documental
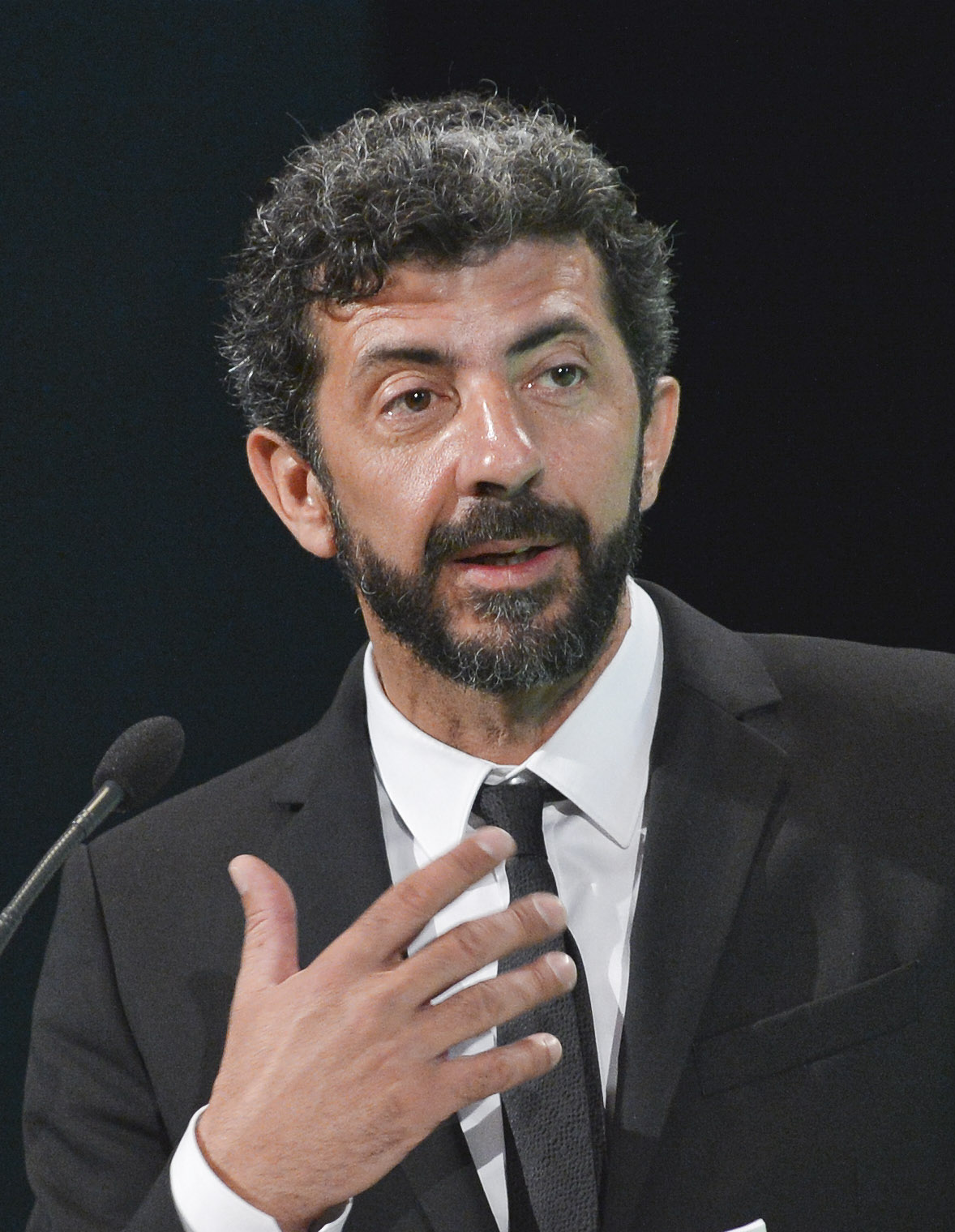
Alberto Rodríguez, premi del Públic
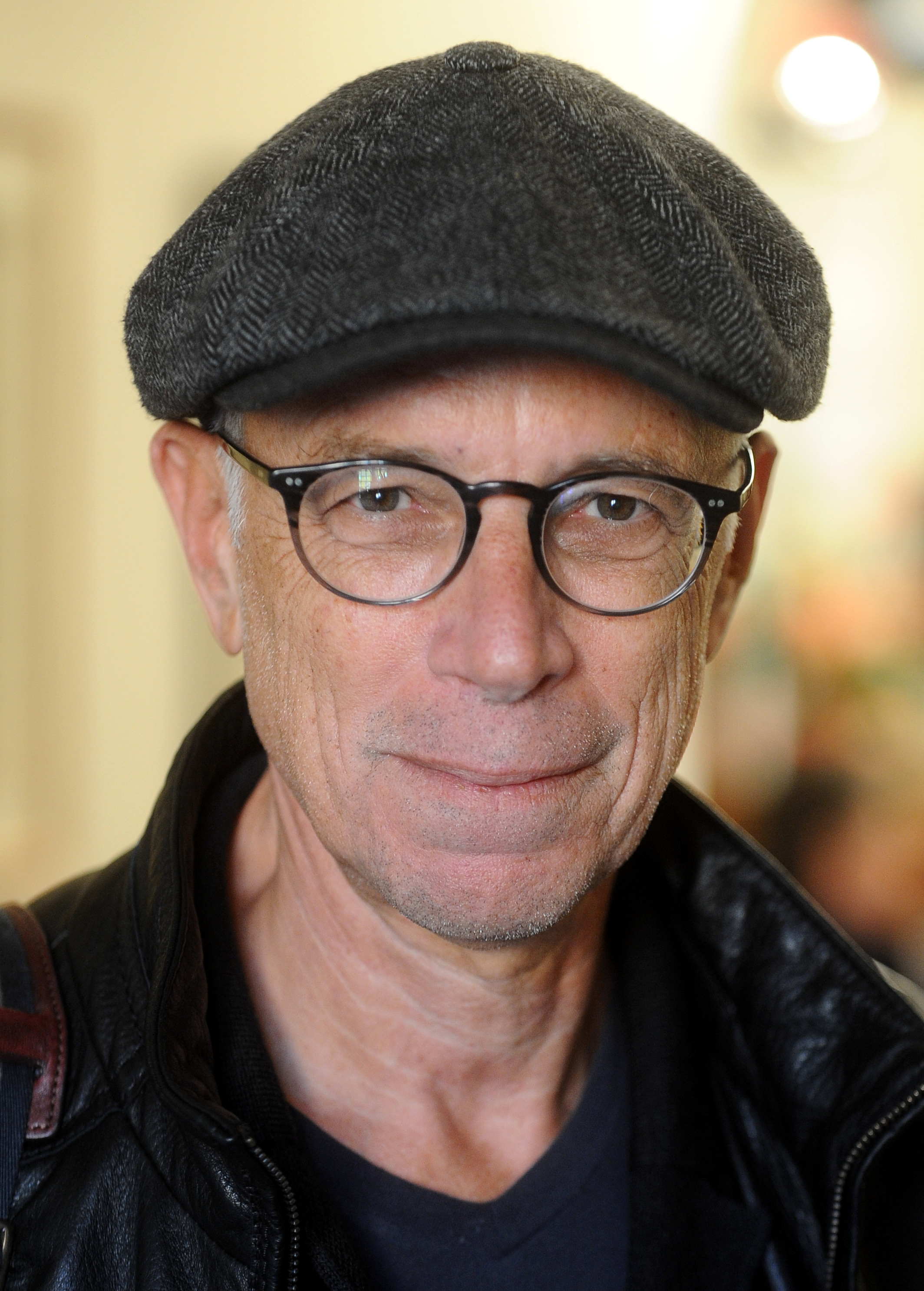
Gabriele Salvatores, premi del públic jove
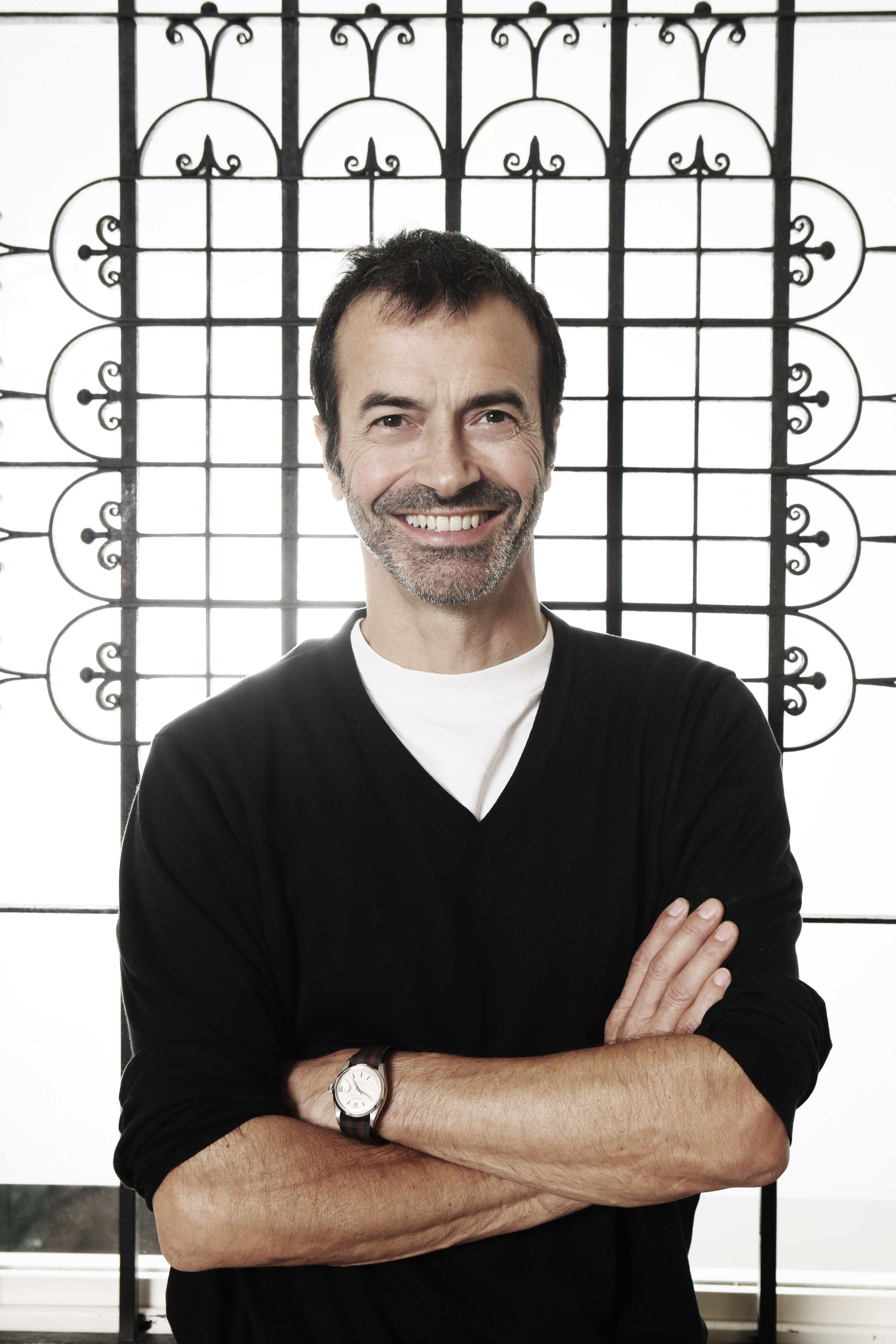
Andrea Occhipinti, prix Eurimages
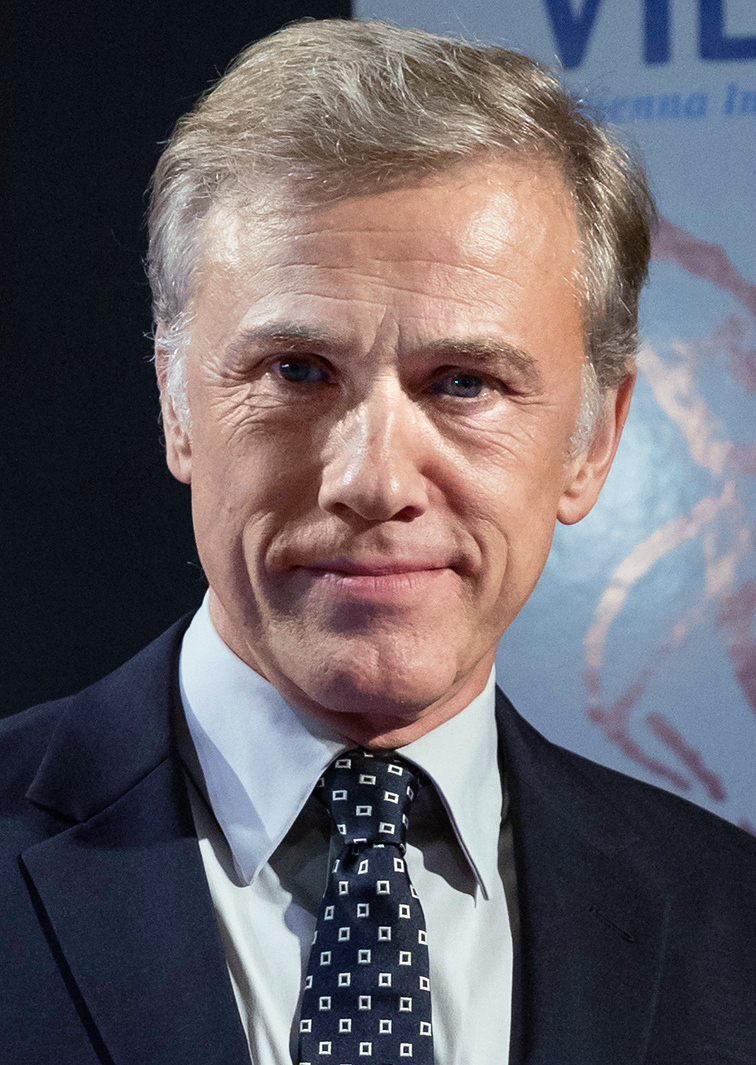
Christopher Waltz, premi al mèrit
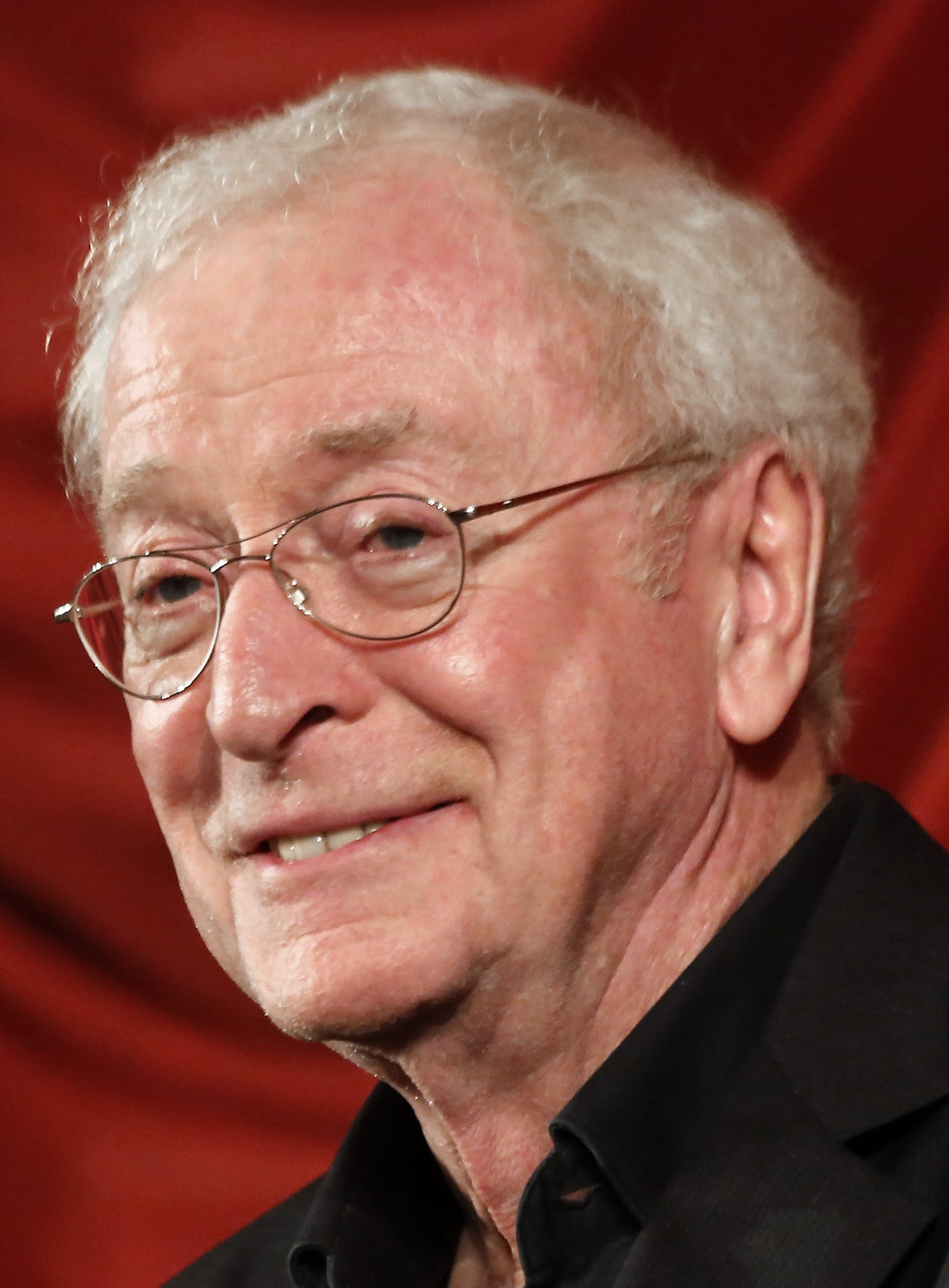
Michael Caine, millor actor i premi d'honor
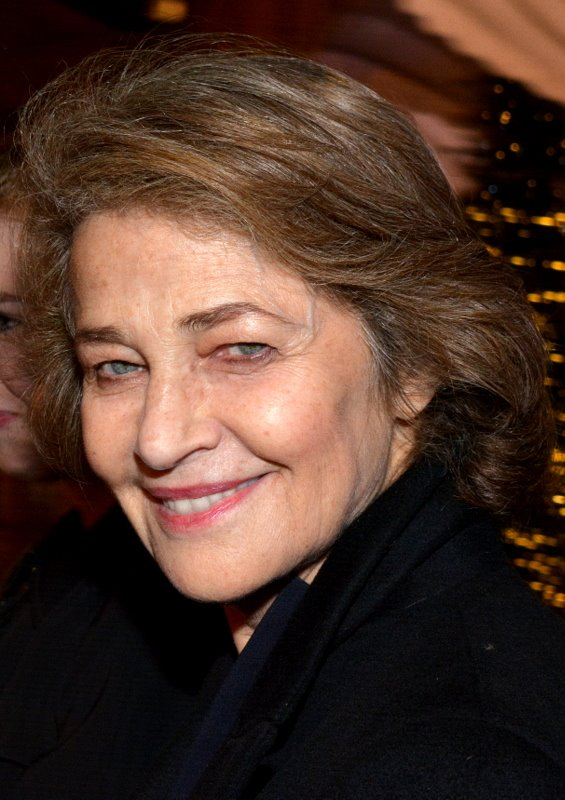
Charlotte Rampling, millor actriu i premi a la trajectòria